# Ibra
Ibra (in arabo ابراء‎?) è una città dell'Oman situata a circa 140 km a sud della capitale Mascate.
Ibra è una delle città più antiche dell'Oman ed è stata un importante centro commerciale, culturale e artistico. La città acquisì la sua importanza come punto di transito della regione di al-Sharqiyya, in parte ricompresa nell'omonima provincia dell'Arabia Saudita.

## Storia
La nascita di Ibra viene pre-datata all'era del profeta Maometto. La città contiene numerosi castelli e antiche moschee. Ibra è diventata una città più moderna dal 1970 sotto il regno del Sultano Qabus. I miglioramenti hanno compreso collegamenti a Mascate con una strada a due corsie, le comunicazioni sono state migliorate con l'accesso alla banda larga, ed è stata dotata di un ospedale funzionale. Ibra è anche un centro per l'istruzione, con un istituto tecnico e uno di scienze applicate. Vi si trovano due alberghi che insieme ai collegamenti stradali consentono la promozione del turismo nella zona.

## Geografia e clima
Ibra è circondata montagne da ogni lato, con uno scenario di alture a ridosso della città. Da novembre a marzo il clima è alquanto freddo, con temperature che scendono al livello più basso di 13°/14° nei mesi di gennaio e febbraio. In estate, il clima è caldo e secco, con temperature che si avvicinano ai 50° in luglio. Le precipitazioni sono molto basse e si verificano soprattutto in inverno, quando masse di aria a bassa pressione portano la pioggia.

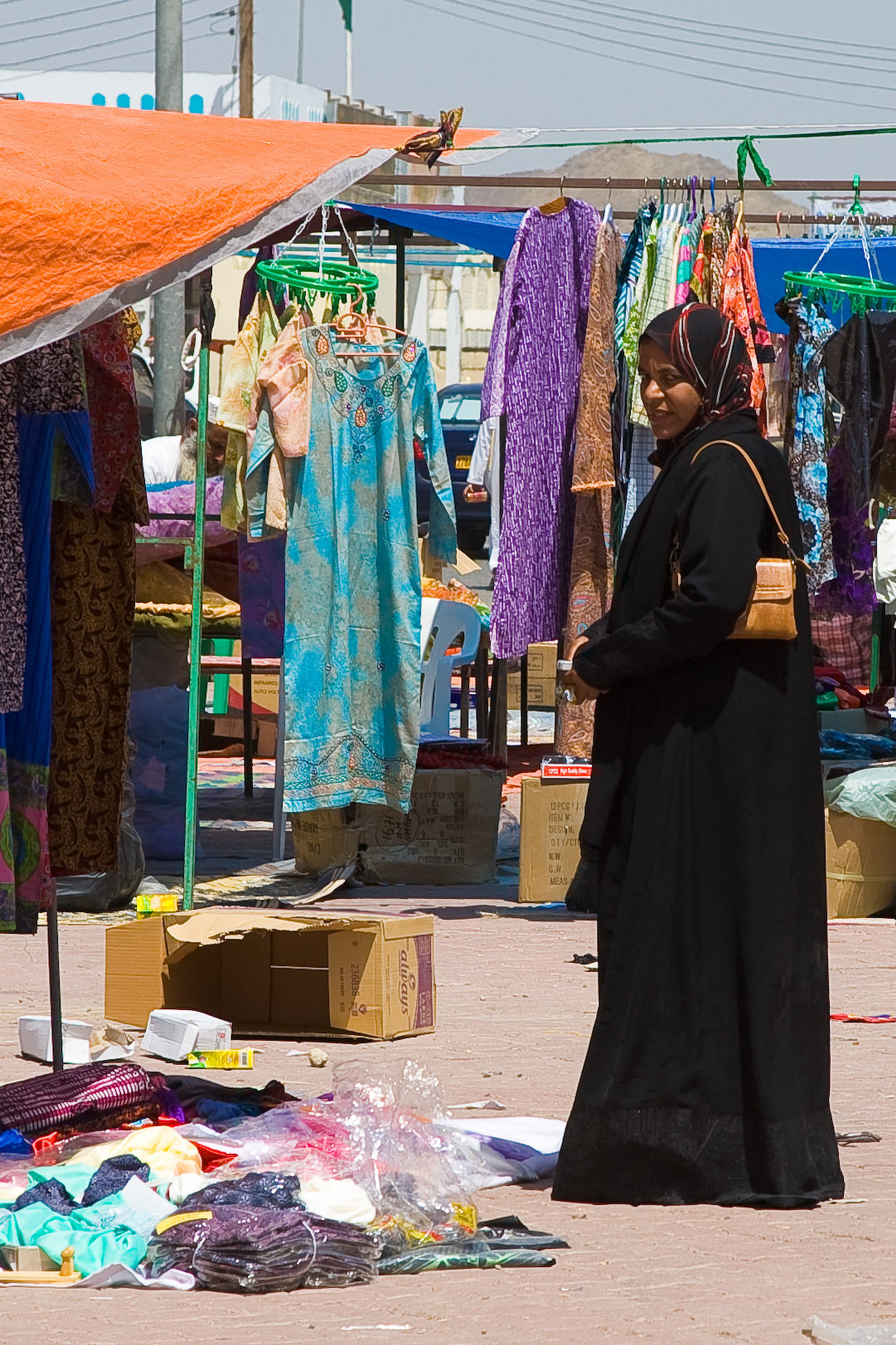
Suq di Ibra

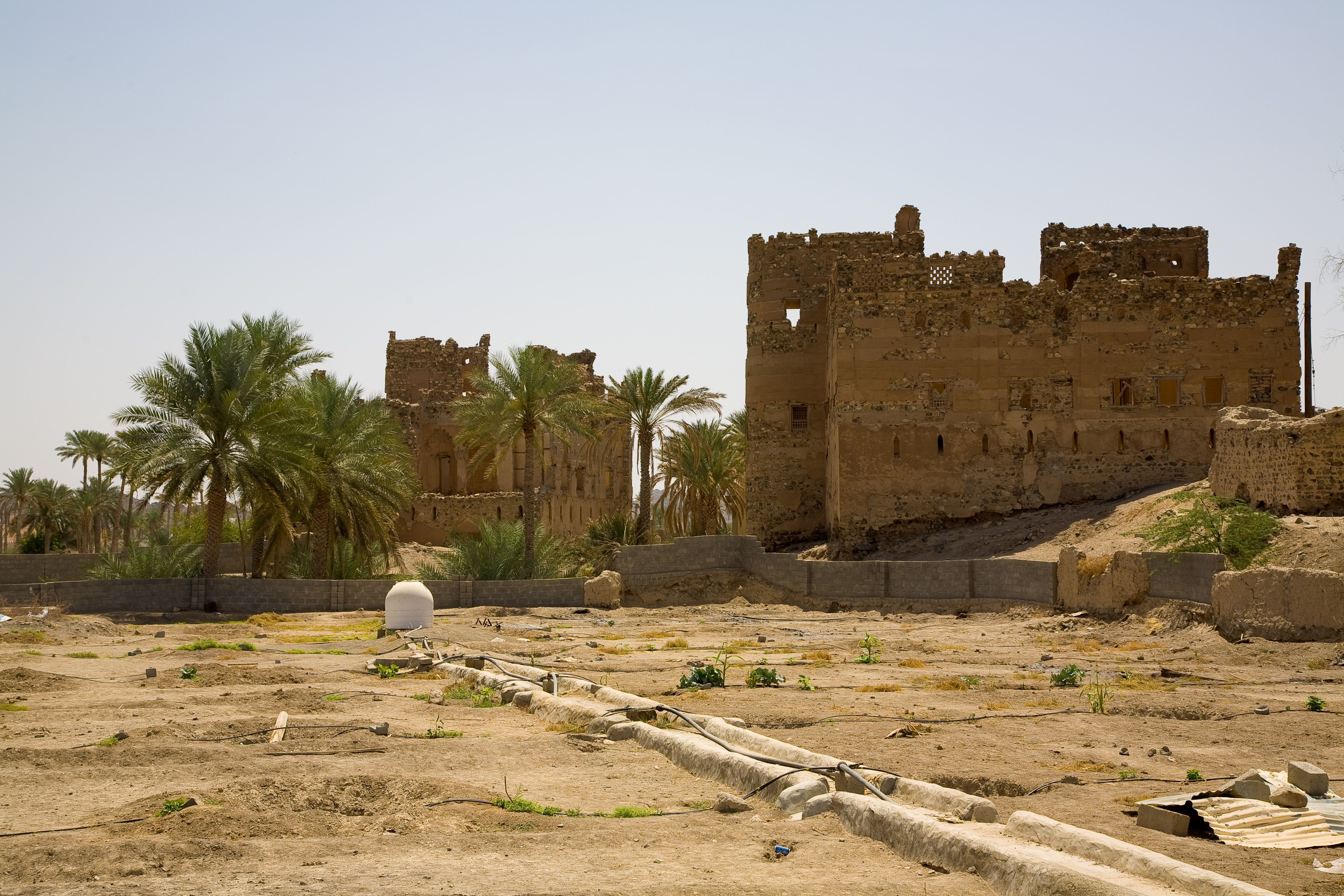

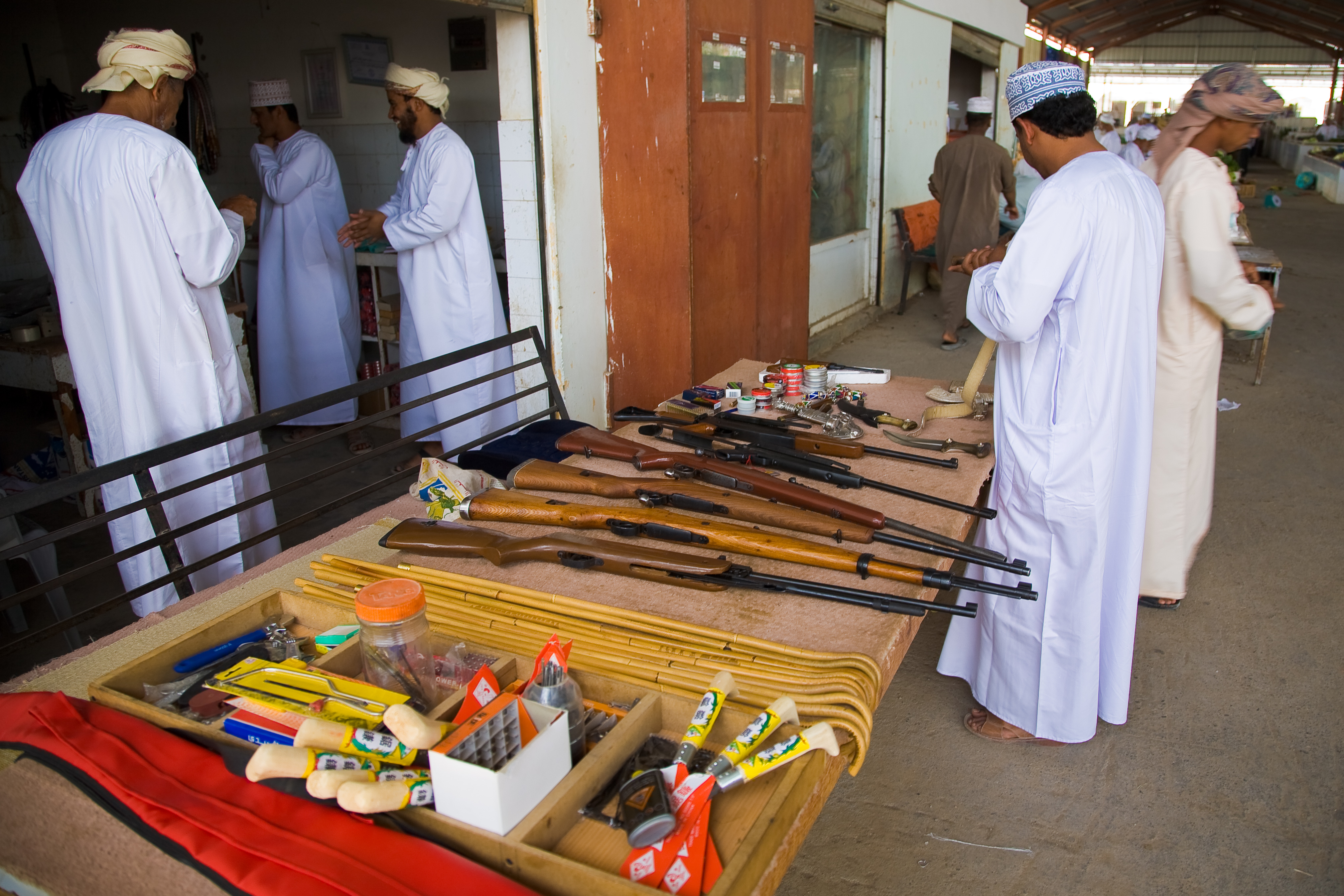